# Alchemilla diandra
Alchemilla diandra é uma espécie de rosácea do gênero Alchemilla, pertencente à família Rosaceae.